# Olympio Falconière da Cunha
Olympio Falconière da Cunha (Itajaí, 19 de junho de 1891 — Rio de Janeiro, 11 de agosto de 1967) foi um marechal brasileiro que atuou como segundo comandante na campanha da Itália da Força Expedicionária Brasileira.
Comandou a Zona Militar Centro, em São Paulo, entre 2 de setembro de 1954 e 28 de agosto de 1956. Com a mudança da denominação desse Comando para II Exército, continuou na função até 24 de novembro de 1956.

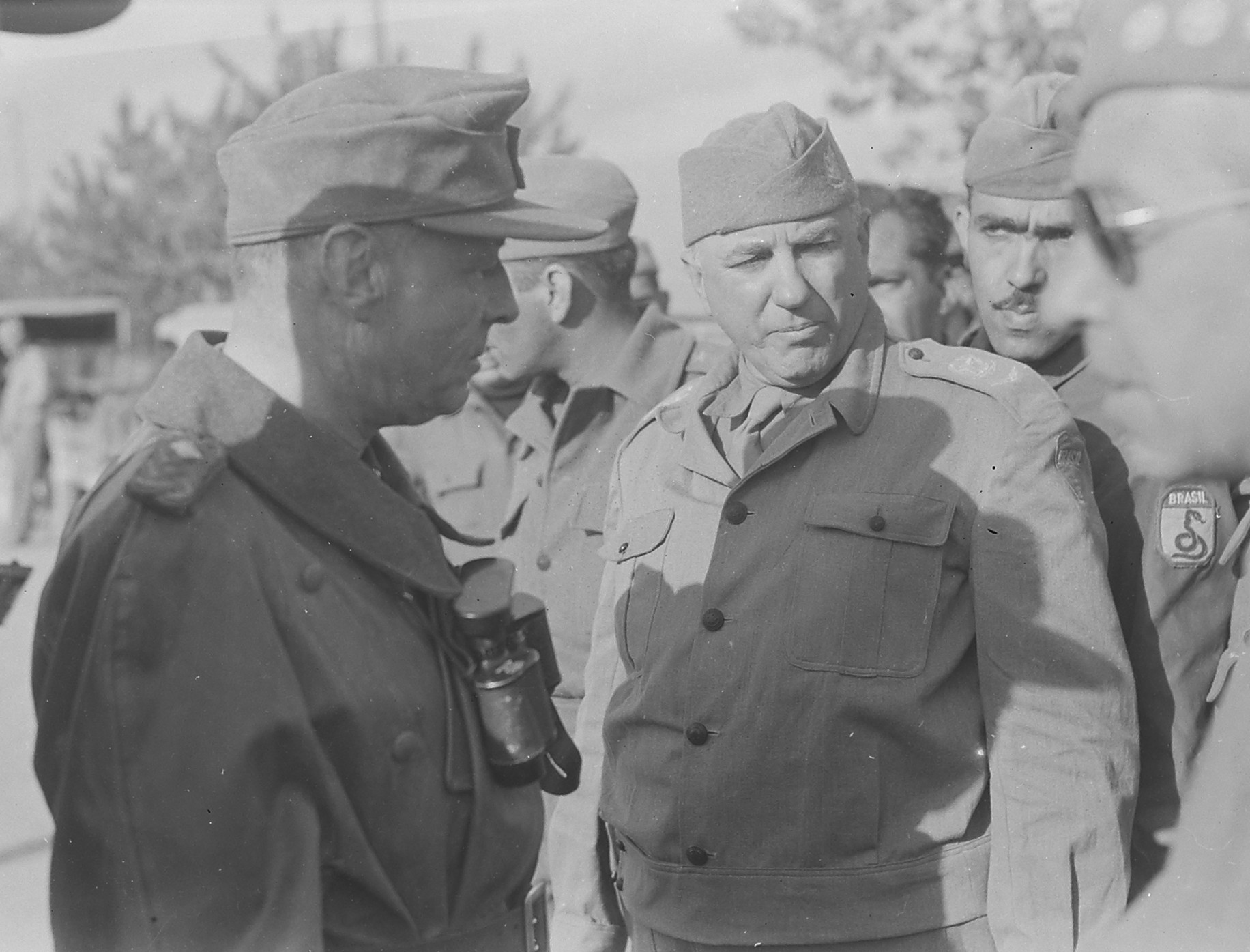
Generalleutnant Otto Fretter-Pico (à esquerda) rendendo-se ao General Olímpio Falconière da Cunha (ao centro) da 1ª Divisão de Infantaria Expedicionária.